# Фивейский, Михаил Павлович
Михаил Павлович Фивейский (1856, Никольское-Урюпино — 1919, Москва) — протоиерей, русский православный церковный писатель, экзегет, переводчик.

## Биография
Родился в селе Никольском-Урюпине Звенигородского уезда Московской губернии в 1856 году в семье сельского священника Павла Ивановича Фивейского и его жены Александры Тимофеевны.
В 1870—1876 годах учился в Московской духовной семинарии, а 28 июня 1880 года кандидатом богословия — Московскую духовную академию (кандидатское сочинение: «Ирвингизм»).
С 19 сентября 1880 года был определён помощником смотрителя Сызранского духовного училища. В 1881 году был рукоположен во священника.
Советом академии 31 августа 1883 года был избран на должность секретаря Совета и Правления Московской духовной академии и занимал её до 2 мая 1888 года. В дальнейшем служил в нескольких московских храмах; последним местом его служения стал храм Святителя Николая в Толмачах. В 1908—1911 годах редактировал журнал «Душеполезное чтение».
С 1906 года стал законоучителем «мужского учебного заведения 3-го разряда В. Д. Касицина», которое со временем стало гимназией.
Большую известность Фивейскому принесли переводы с английского языка трёх обширных трудов о земной жизни Спасителя (Д. К. Гейки, А. Эдерштейма и Ф. Фаррара), а также книги Фаррара об апостоле Павле. На переводы Фивейского, в частности, многократно ссылался в своих трудах Александр Мень.
В 1889 году Михаил Фивейский представил ректору Московской духовной академии епископу Христофору экземпляр работы «Шотландский проповедник Эдвард Ирвинг и его последователи» на соискание степени магистра богословия. В 1902 году Фивейский представил в Московскую духовную академию магистерскую работу «Духовные дарования в первоначальной христианской Церкви. Опыт объяснения 12-14 глав 1-го послания святого апостола Павла к Коринфянам». В ней на основе древних источников и новой литературы он провёл исследование сущности и природы харизматических даров в первохристианской общине. Он подробно рассмотрел очерк истории вопроса «глоссолалии» и сделал вывод, что глоссолалия не являлась способностью говорить на иностранных языках, склоняясь к гипотезе, согласно которой глоссолалия была особым видом молитвенного пения. Хотя диссертация была отклонена, она была напечатана в 1907 году (М.: т-во тип. А. И. Мамонтова, 1907. — 170 с.). И только в конце 1917 года Фивейский смог защитить свою магистерскую диссертацию и был утверждён магистром богословия.
В 1911 году Фивейский издал своё толкование на Евангелие от Матфея. Им была также составлены: «Учебник священной истории Нового Завета» (М.: тип. т-ва И. Д. Сытина, 1897. — 223 с.); «Священная история Ветхого и Нового завета» (М.: тип. И. Д. Сытина, 1910. — 288 с.).
Отдавая большую часть времени активной богословской работе, церковные службы он сократил до минимума. В результате, приходская жизнь храма постепенно приходила в упадок; прихожане переходили в другие храмы. А сразу после революции большинство состоятельных прихожан уехало за границу. К этому времени Фивейский уже давно овдовел и жил уединённо с двумя незамужними дочерьми. Скончался весной 1919 года.

## Семья
Жена — Любовь Николаевна Верзилина (1862—?), купеческая дочь из Сергиевского Посада, венчание проходило в Богородицерождественской церкви на Старом Симонове. У пары родилось много детей:
- Екатерина — 17 (29) октября 1885[8]
- Мария — 9 (21) марта 1887[9]
- Татьяна — 29 ноября (11 декабря) 1888[10] — училась в МВЖК на физико-математическом (1908), а затем на медицинском отделениях (1909–1914). Училась также в школе «Общества распространения между образованными женщинами практических знаний», удостоена звания учительницы кулинарного дела[11]
- Вера — 6 (18) сентября 1890[12]
- Сергей — 14 (26) сентября 1892[13]
- Николай — 20 июля (1 августа) 1894—31 августа 1938[14] — носил фамилию Пашков-Фивейский, тройкой НКВД приговорён к ВМН по ст. 58, п. 10, 11, реабилитирован 22 марта 1958 года[15]
- Ольга — 25 декабря 1896 (6 января 1897)[16]
- Наталья — 1 (13) августа 1899[17]
- Андрей — 29 сентября (12 октября) 1901[18]
- Владимир — 6 (19) июля 1906—8 (21) июля 1906[19][20] — умер от слаборождения